# Munt Pers
Munt Pers är en bergstopp i Schweiz.   Den ligger i regionen Maloja och kantonen Graubünden, i den östra delen av landet, 200 km öster om huvudstaden Bern. Toppen på Munt Pers är 3 207 meter över havet, eller 267 meter över den omgivande terrängen. Bredden vid basen är 1,4 km. Munt Pers ingår i Bernina.
Terrängen runt Munt Pers är huvudsakligen bergig, men åt nordost är den kuperad. Närmaste större samhälle är St. Moritz, 12,2 km nordväst om Munt Pers. 
Trakten runt Munt Pers består i huvudsak av gräsmarker. Runt Munt Pers är det glesbefolkat, med 18 invånare per kvadratkilometer.